# Traité de Novgorod (1557)
Le traité de Novgorod signé en 1557, met un terme à la guerre russo-suédoise de 1554-1557 conduite par Ivan IV de Russie dit Ivan le Terrible et Gustave Ier de Suède.

## Contexte
En 1554, un conflit larvé, entre Russes et Suédois, émaille les relations de bons voisinages entre la Suède et la Russie. De nombreuses escarmouches empoisonnent les liens commerciaux de la région de la mer Baltique. Le conflit s'envenime et prend des proportions importantes avec l'intervention de 20 000 soldats russes en Finlande qui fait partie de la Suède. 
Le roi Gustave Ier de Suède tente un rapprochement entre la Suède, la Livonie, le Royaume du Danemark et de Norvège et l'Union de Pologne-Lituanie. Mais la Livonie refuse, lié aux Chevaliers teutoniques de l'Ordre Livonien. Gustave de Suède se tourne alors vers son voisin russe et veut engager des négociations avec la Russie. Ivan IV de Russie dit Ivan le Terrible refuse au début toute discussion avec les Suédois car il se regardait supérieur au roi suédois en qualité du tsar. Le roi suédois à son côté ne reconnait jamais le titre du tsar de l'ancien prince du Moscou.

## Traité de paix
Finalement, en 1556, le tsar de Russie accepte de recevoir une délégation suédoise à Moscou pour discuter d'une trêve qui pourrait être un traité de paix.
Les délégués étaient arrivés à Moscou le 24 février 1557, mais la conclusion du traité a été retardée jusqu'à la fin de Mars par la période de jeûne. Le traité a ensuite été signé le 2 avril 1557 à Novgorod. Les termes du traité ont officialisé une trêve russo-suédoise d'une échéance de quarante ans. La Suède a en outre convenu de ne pas appuyer la Livonie ou l'Union de la Pologne-Lituanie en cas d'une guerre entre ceux-ci et la Russie. En outre, les diplomates suédois ne rencontreront plus le tsar lui-même et devront se rendre à Novgorod pour des contacts ultérieurs. Le traité a été mis en vigueur en baisant la croix, suivant la tradition russe comme exigé par Ivan IV.